# Etheostoma sagitta
Etheostoma sagitta är en fiskart som först beskrevs av David Starr Jordan och Joseph Swain, 1883.  Etheostoma sagitta ingår i släktet Etheostoma och familjen abborrfiskar. Inga underarter finns listade i Catalogue of Life.